# Berkes Antal

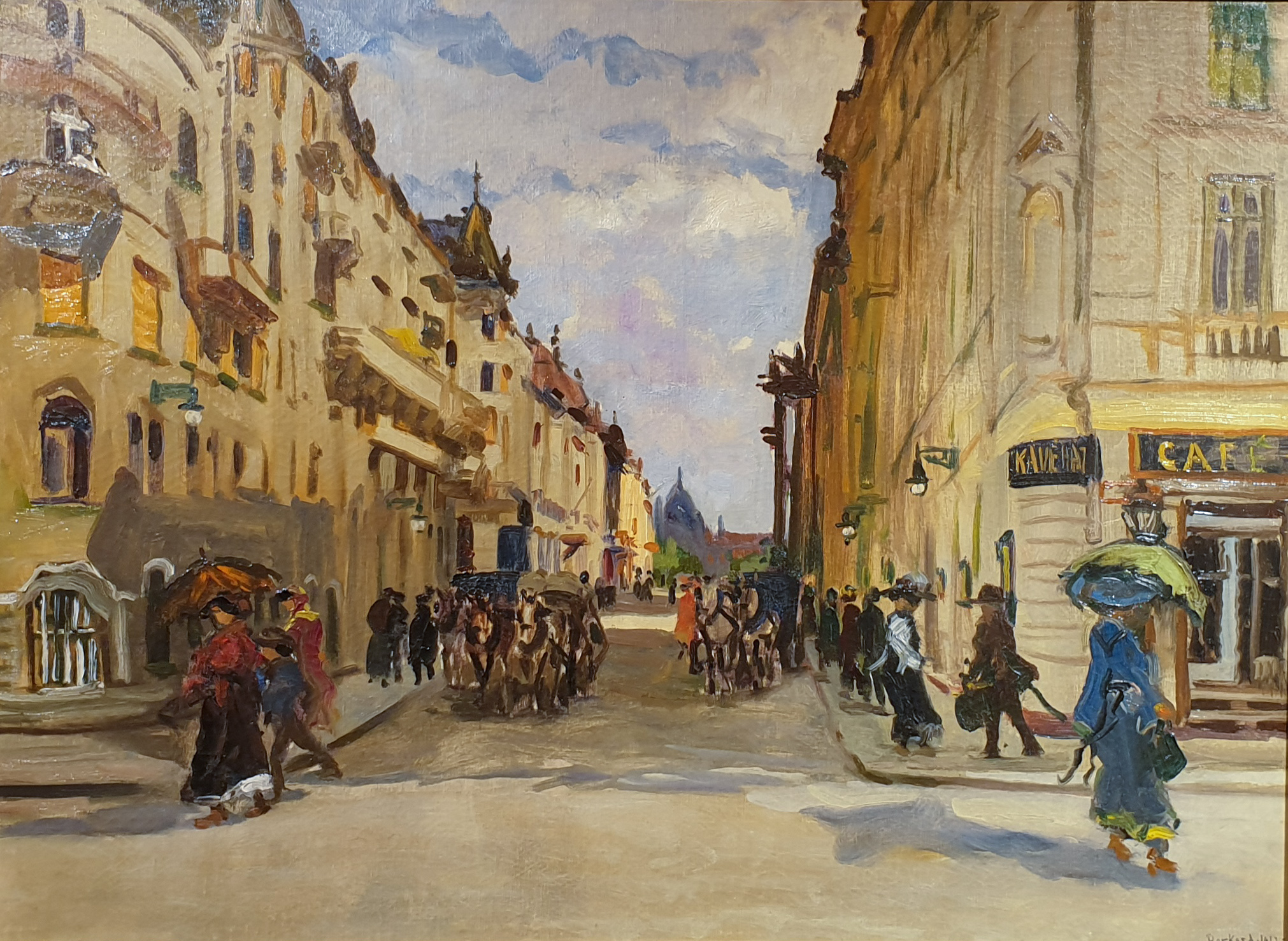
Berkes Antal - Kávéház, 1913

Berkes Antal (Budapest, 1874. március 28. – Budapest, Erzsébetváros, 1937. október 22.) magyar festő. Főleg utcaképeket festett.

## Életpályája
Berkes Antal és Bachl Mária fia. Az Iparművészeti Főiskolán tanult 1889-től 1894-ig. Először tájképeket festett, aztán áttért a budapesti, majd párizsi és bécsi utcaképek ábrázolására. Sikere nyomán nagy számban festett hasonló képeket, sokat kísérletezett a fények ábrázolásával a különböző évszakokban és napszakokban.
1907. július 27-én Budapesten, a Terézvárosban feleségül vette a nála nyolc évvel fiatalabb Szilágyi Ilonát, Szilágyi János és Polinger Rozália lányát. 63 éves korában hunyt el, halálát szívbénulás okozta.
1903-tól állított ki a Műcsarnokban. 1937-ben Debrecenben volt gyűjteményes kiállítása. 2007-ben a miskolci Herman Ottó Múzeumban volt retrospektív kiállítása „Párizs egy magyar szemével” címmel.
A Magyar Nemzeti Galériában is látható egy műve.

## Emlékezete
- Alakja felbukkan (említés szintjén) Kondor Vilmos magyar író Budapest novemberben című bűnügyi regényében.